# Charles Dujarier
Charles Dujarier (né le 25 août 1870 à Paris (16e arrondissement) et décédé le 21 juillet 1931 à Paris (15e arrondissement)) est un chirurgien français des Hôpitaux de Paris. Il a été chirurgien en chef de l'hôpital Boucicaut et directeur de l'amphithéâtre d'anatomie des Hôpitaux de Paris.
Dujarier est le concepteur du bandage éponyme encore utilisé au XXIe siècle pour l'immobilisation totale du membre supérieur. Cette attelle maintient l'humérus et le coude au corps.

## Biographie
Fils d'un professeur de lycée devenu ensuite censeur puis proviseur, Charles Dujarier vit une enfance marquée par les mutations de son père. En 1888, il commence ses études à la Faculté de médecine de Paris. En 1890-1891, en troisième année, il bénéficie d'une bourse complète,. Après son service militaire,, il reprend ses études et en quatrième année (1892-1893) et reçoit une demi-bourse. Pour la cinquième année (1894-1895), il perçoit une bourse complète de 1200 francs.
En 1896, il exerce à la « Maison  municipale de Santé » (actuel Hôpital Fernand-Widal).
Pendant la Première Guerre mondiale, il est affecté à l'ambulance 14 du 10e corps d'armée (4 août 1914), détaché à l'hôpital d'évacuation no 3 de Châlons-sur-Marne (15 mars 1915), chef du service chirurgical de Rennes (15 avril 1915), promu médecin major de 2e classe de l'armée territoriale (16 février 1916), affecté à l'hôpital complémentaire no 105 de Rennes (26 février 1916).
Charles Dujarier est fait chevalier de la Légion d'honneur à titre militaire le 30 juillet 1916 et promu officier le 11 juillet 1928.

## Affaire Dujarier-Geoffre
En 1928, Suzanne Geoffre, modèle du couturier Paul Poiret qui souhaite fonder sa propre maison de mode, demande à Charles Dujarier, alors au sommet de sa notoriété, de pratiquer une opération de chirurgie esthétique sur ses jambes qu'elle souhaite affiner. À cette époque la haute couture française promeut un type de jupes, s'arrêtant au genou, bien plus court que les modèles précédents et Geoffre fait pression sur le praticien, menaçant même de se suicider s'il n'opère pas. La chirurgie esthétique en est encore à ses balbutiements, Dujarier n'a alors jamais effectué ce type d'opération. Il accepte cependant d'y procéder le 28 février 1928, sur une seule jambe. Dujarier retire des tissus adipeux à l'aide d'une curette mais, anticipant sur le résultat, il prélève une bande de peau bien trop large, ce qui l'empêche de suturer. Il se voit donc forcé de prélever aussi des tissus musculaires. Finalement, ne parvenant toujours pas à suturer la jambe, il décide de la bander serré. Ceci provoque une gangrène, Suzanne Geoffre doit être amputée de la jambe le 20 mars 1928. Elle poursuit le chirurgien et obtient 200 000 francs de dédommagement auprès du tribunal de la Seine le 25 février 1929. Le jugement est confirmé par la cour d'appel de Paris le 12 mars 1931,.

## Distinctions
- Officier de la Légion d'honneur (1928)